# Schoeniophylax phryganophilus
El pijuí chotoy (Schoeniophylax phryganophilus), también denominado titisiri (en Paraguay) o chotoy (en Argentina, Uruguay y Paraguay), es una especie de ave paseriforme de la familia Furnariidae, la única especie del género Schoeniophylax. Es nativa del cono sur y del este de Brasil en Sudamérica.  

## Distribución y hábitat
Se distribuye en dos áreas disjuntas: desde el este de Bolivia, por el suroeste y sur de Brasil, Paraguay, norte y noreste hasta el centro este de Argentina, y Uruguay; y en el este de Brasil (desde Minas Gerais hacia el norte hasta Piauí).
Esta especie es considerada bastante común en sus hábitats naturales: los campos abiertos con arbustos y árboles, en matorrales, jardines, pantanales y en el bosque de galería, por debajo de los 600 m de altitud.

## Descripción

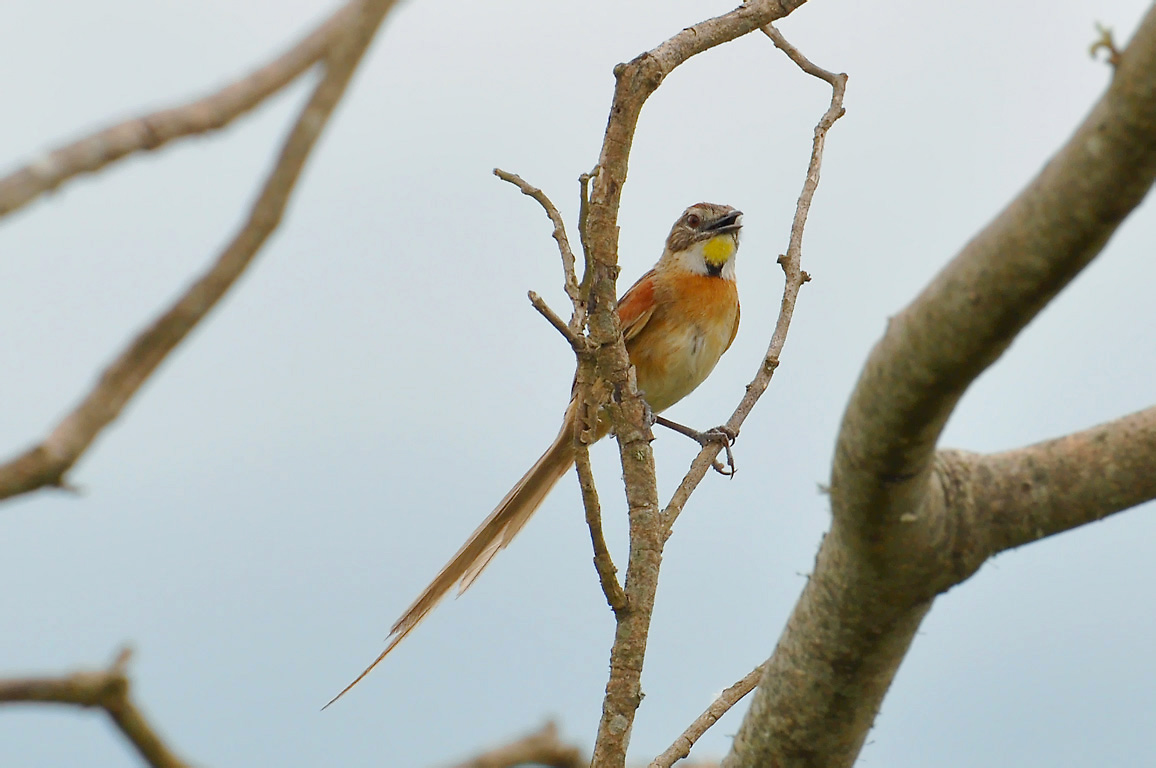
En Arroio Grande, Rio Grande do Sul, Brasil.

Mide entre 20 y 21 cm de longitud y pesa entre 15 y 22,5 g. Tiene el píleo y hombros rojizos ferruginosos; lista superciliar blanca; rayada de negro y pardo por encima; barbilla amarilla. Su dorso y alas son de color marrón con estrías negruzcas; la garganta negra en el centro y blanca a los lados; pecho color canela, vientre blanco y cola larga con dos puntas.

## Comportamiento
El atractivo chotoy es más arborícola que los Synallaxis y es encontrado en parejas o en pequeños grupos, trepando por dentro de la cobertura de hojas sin ser visto. Generalmente forrajean cerca de agua o alrededor de construcciones.

### Alimentación
Se alimenta de insectos, sus larvas y huevos.

### Reproducción
Construye entre un árbol o un arbusto, un nido voluminoso., hecho de palos, en forma de botella, con un largo túnel de acceso horizontal. Tapiza una cámara con materiales suaves y la hembra pone allí cuatro o cinco huevos blancos. Ambos padres alimentan a los pichones.

### Vocalización
El nombre onomatopéyico chotoy, se debe a su llamado más frecuente, un gorgoteo o carcajada distintiva, de timbre bajo, por ejemplo: «cho-cho-cho-cho-chchchchchchchch».

## Sistemática

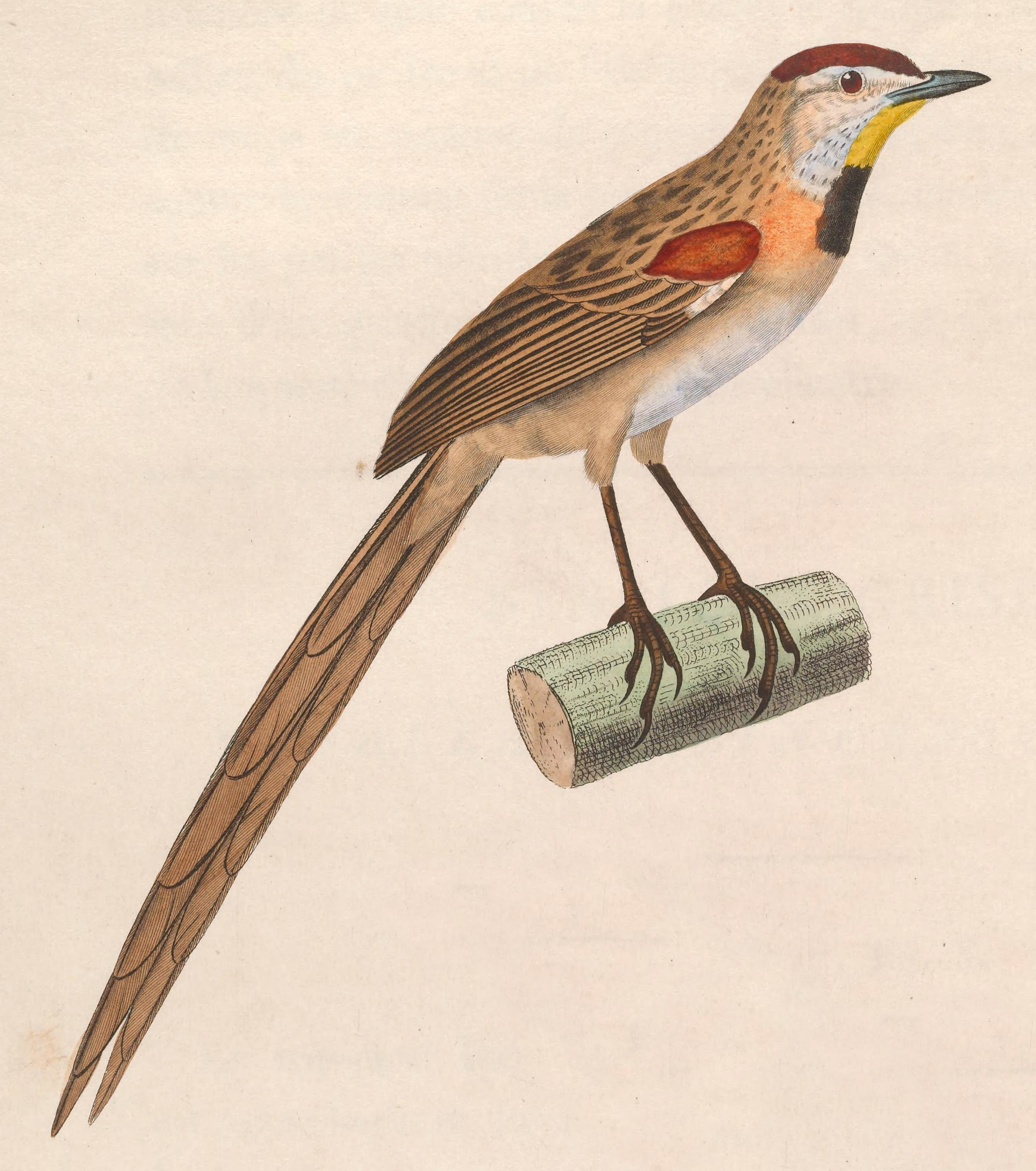
Synallaxis tecelata = Schoeniophylax phryganophilus, ilustración de Huet le Jeune y Prêtre en Temminck, Nouveau recueil de planches coloriées d'oiseaux, 1838.

### Descripción original
La especie S. phryganophilus fue descrita por primera vez por el naturalista francés Louis Pierre Vieillot en 1817 bajo el nombre científico Sylvia phryganophila; la localidad tipo es: «Paraguay».
El género Schoeniophylax fue propuesto por el ornitólogo estadounidense Robert Ridgway en 1909.

### Etimología
El nombre genérico masculino «Schoeniophylax» se compone de las palabras del griego «σχοινια skhoinia»: amontonado de juncos, y «φυλαξ phulax, «φυλακος phulakhos»: sentinela, observador; y el nombre de la especie «phryganophilus», se compone de las palabras del griego «φρυγανον phruganon»: palito seco, leña, y «φιλος philos»: amante.

### Taxonomía
Algunos autores la colocaron anteriormente en el género Synallaxis, pero se diferencian fuertemente en la vocalización y en el patrón del plumaje. La aislada subespecie petersi aparentemente se diferencia apenas por ser menor, pero se precisan estudios más detallados.
Los estudios de genética molecular de Claramunt (2014) encontraron que es hermana de Mazaria propinqua, y que juntas forman un clado con Certhiaxis. Esta relación cercana entre M. propinqua, un especialista de las islas de los ríos amazónicos, y S. phryganophilus, de la región de la cuenca del río Paraná, revela un nuevo patrón biogeográfico compartido por al menos otros cuatro pares de taxones con ecología y distribución similares.

### Subespecies
Según las clasificaciones del Congreso Ornitológico Internacional (IOC) y Clements Checklist/eBird v.2019 se reconocen dos  subespecies, con su correspondiente distribución geográfica:
- Schoeniophylax phryganophilus phryganophilus (Vieillot, 1817) – este de Bolivia (Beni, Santa Cruz, Tarija), suroeste y sur de Brasil (sur de Mato Grosso, Mato Grosso do Sul, oeste de São Paulo, Santa Catarina y Rio Grande do Sul),[8] Paraguay (excepto el extremo oriental), noreste y norte de Argentina (hacia el sur hasta Santiago del Estero, Santa Fe y norte de Buenos Aires) y Uruguay.
- Schoeniophylax phryganophilus petersi O.M.O. Pinto, 1949 – centro este de Brasil (norte de Minas Gerais, oeste de Bahia, este de Goias;[8] recientemente registrado como reproductor en el norte de Piauí).